# Prüferhaftung
Die Prüferhaftung ist ein Teilgebiet der Wirtschaftsprüfung. Sie beschreibt die möglichen Folgen von vorsätzlichen und fahrlässigen Pflichtverletzungen bei der Durchführung einer Abschlussprüfung. 
Gesetzliche Regelungen finden sich in § 323 HGB. Verstöße können gegen die gesetzlichen Vorschriften zur Abschlussprüfung, gegen Grundsätze ordnungsmäßiger Abschlussprüfung und gegen prüfungsrelevante Berufspflichten vorliegen.

## Wirtschaftsprüferhaftung
Die Wirtschaftsprüferhaftung ist als Binnenhaftung in (§ 323 Abs. 1 Satz 3 HGB) geregelt. Diese besagt, dass der Prüfer für den entstandenen Schaden haften und diesen erstatten muss, wenn er vorsätzlich oder fahrlässig seine Pflicht zur unparteiischen und gewissenhaften Prüfung (§ 323 Abs. 1 Satz 1 HGB) verletzt hat.
Die Gefährdungshaftung (strict liability system) kann als ein sehr strenges Haftsystem betrachtet werden, da der Prüfer für jeden Fehler haften muss, der verblieben ist, unabhängig davon, ob er bei der Durchführung seiner Prüfung ordnungsgemäß geprüft hat oder nicht. Dies impliziert die Annahme, dass für die Investoren, die den Prüfer beauftragen, stets ein Anreiz besteht, bei Bekanntwerden von Fehlern eine Klage zu initiieren. Da auch alle anfallenden Kosten vom Prüfer getragen werden müssen, ist eine Klageerhebung für die Investoren völlig risikolos.
Sollte es aber so sein, dass jede Partei ihre eigenen Verfahrenskosten tragen muss, wie es beispielsweise in den USA der Fall ist, muss vor Initiierung eines Verfahrens eine Kosten-Nutzen-Analyse der Kläger durchgeführt werden. 
Die Verschuldenshaftung (negligence system) ist jedoch das eher vorherrschende Haftungssystem. Sollten Fehler bekannt werden, verlangt sie das Verschulden des Prüfers, damit Haftungsfolgen gegen ihn gelten gemacht werden können. Um ein Verschulden festzustellen, gilt es, die durch die Grundsätze ordnungsgemäßer Abschlussprüfung festgelegten Soll-Handlungen bei der Prüfungsdurchführung mit seinen Ist-Handlungen zu vergleichen.
Entgegen der Gefährdungshaftung folgt aus dem negligence system, dass die Aufdeckung von Fehlern in der Abschlussprüfung nicht automatisch zu einer gleichen positiven Erwartung für ein für die Investoren vorteilhaftes Gerichtsverfahren führt. Nur wenn dem Prüfer eine Verschuldung tatsächlich nachgewiesen werden kann, erfolgt eine positive Eintrittswahrscheinlichkeit von möglichen Schadensersatzzahlungen.
Dabei gilt es zu unterscheiden, ob dem Prüfer vor Beginn seiner Prüfung der Unternehmensbilanz präzise oder unpräzise Prüfungsgrundsätze vorlagen. Wie man den Begriffen entnehmen kann, folgt aus präzisen Grundsätzen ein eindeutiges Niveau der optimalen Prüfung. Unpräzise Grundsätze geben einem Gericht bei der Prüfung der Ordnungsmäßigkeit der durchgeführten Prüfung einen größeren Spielraum für die Bewertung vor. Hier ist also das Gericht und seine Entscheidung der ausschlaggebende Punkt, von dem die Erwartungen über Schadensersatzzahlungen für die Investoren abhängen.